# Christian Gustav Castenskiold
Christian Gustav Castenskiold (født 3. januar 1966 i København) er en dansk godsejer og hofjægermester.
Castenskiold er søn af Claus Christian Castenskiold og Camilla Castenskiold. Han blev student fra Herlufsholm i 1985 og er cand.agro. Siden 1987 har han ejet Hørbygård, og i 2007 blev han hofjægermester.
Han har siden 13. september 1997 været gift med cand.oecon., fuldmægtig i Frederiksberg Kommune Ettie Cordelia baronesse Wedell-Wedellsborg (født 13. februar 1969 i Gentofte), datter af indretningsarkitekt Ioachim Godske baron Wedell-Wedellsborg (1926-1995) og fritidshjemslærerinde Katharina "Katha" Margrethe Foss (datter af Einar Philip Foss).